# Oliver Makor
Oliver Makor (Monrovia, 9 de outubro de 1973) é um ex-futebolista profissional liberiano que atuava como meia central.

## Carreira
Oliver Makor representou o elenco da Seleção Liberiana de Futebol no Campeonato Africano das Nações de 2002.